# Arturo B. de la Garza
Arturo Bonifacio de la Garza y Garza (General Bravo, Nuevo León, 14 de mayo de 1905 - Ciudad de México, 26 de junio de 1952) fue un abogado y político mexicano, originario del estado de Nuevo León, ocupó diversos cargos políticos, entre los que destacan, gobernador de su estado natal.
Realizó sus primeros estudios en su tierra natal y posteriormente en Monterrey donde concluyó su carrera en la Facultad de Derecho en la Universidad de Nuevo León en 1933. 
Durante el gobierno de Bonifacio Salinas Leal (1939-1943) fue secretario general de Gobierno, postulado como candidato del Partido de la Revolución Mexicana al gobierno del estado, resultó elegido para el período constitucional siguiente.
Durante su gestión alentó la producción agrícola y amplió las áreas de cultivo, dio un importante apoyo a los productores citrícolas de Nuevo León que sufrían grandes pérdidas debido a dificultades para transportar el producto y se hicieron inversiones para atacar el problema de las sequías en el campo. El aspecto educativo recibió fuerte apoyo en recursos durante el gobierno de De la Garza y se dotó a la Universidad de una nueva Ley Orgánica que le asegurara el ingreso de mayores recursos. 
Sus hijos, Arturo de la Garza González y Lucas de la Garza, y su nieto Arturo B. de la Garza Tijerina, también desarrollaron una carrera política.